# Sojuz TM-26
Sojuz TM-26 je označení ruské kosmické lodi, ve které odstartovala ke ruské kosmické stanici Mir mise, jejímž úkolem byla výměna části posádky. Byla to 32. expedice k Miru. Hlavním úkolem bylo dopravit na stanici dva speciálně trénované kosmonauty k opravě části stanice.

## Posádka

### Startovali
- Anatolij Solovjov (5)
- Pavel Vinogradov (1)

### Přistáli
- Anatolij Solovjov (5)
- Pavel Vinogradov (1)
- Léopold Eyharts (1)

V závorkách je uveden dosavadní počet letů do vesmíru včetně této mise.